# Anelaphus undulatus
Anelaphus undulatus es una especie de escarabajo longicornio del género Anelaphus, categorizada en la tribu Elaphidiini, de la subfamilia Cerambycinae. Fue descrita por Bates en 1880.

## Descripción
Mide 9-14 mm de longitud.

## Distribución
Se distribuye por Costa Rica, Guatemala, Honduras, México y Nicaragua.